# Hornopirén (Ort)

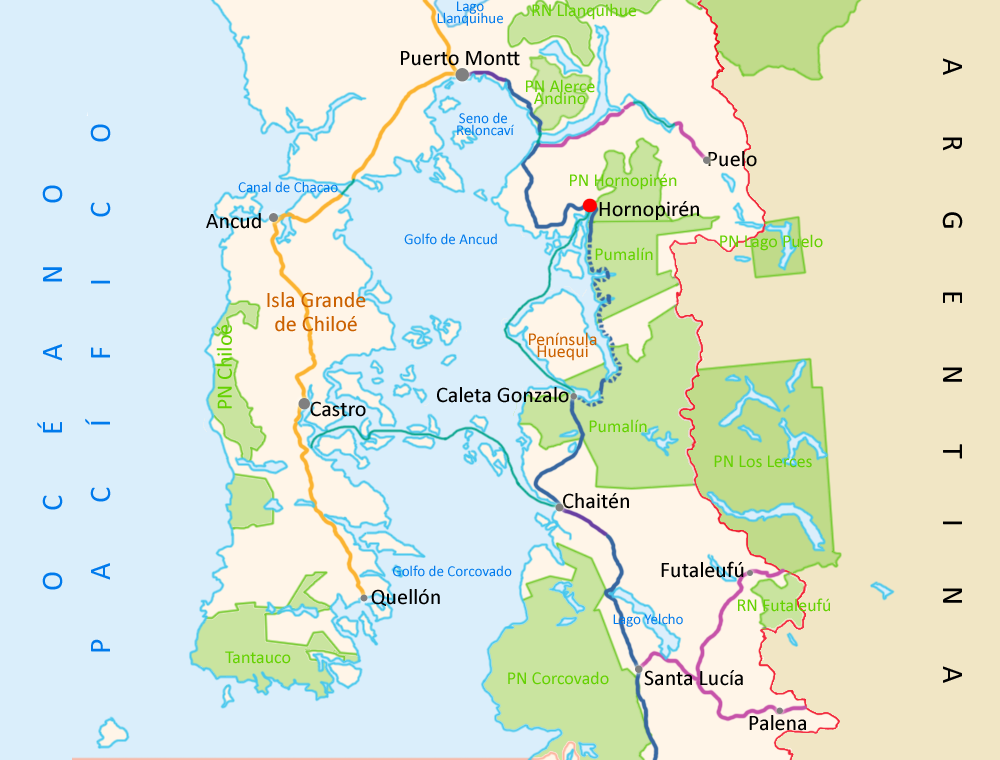
Lage von Hornopirén

Der Ort Hornopirén vor dem gleichnamigen Vulkan.

Hornopirén (ehemals Río Negro-Hornopirén) es eine chilenische Ortschaft in der Región de los Lagos am Golf von Ancud. Sie liegt in der Provinz Palena und ist Hauptort der Gemeinde Hualaihué.
2012 hatte der 1939 gegründete Ort 1.283 Einwohner.
Mit seiner Straßenverbindung in die 109 Kilometer entfernte Regionshauptstadt Puerto Montt und der Fährverbindung nach Caleta Gonzalo gilt Hornopirén als nördliches Tor zur Carretera Austral. Eine Straßenverbindung der Carretera Austral bis Hornopirén ist im Bau.